# چینگکانکوسور
چینگکانکوسور (نام علمی: 'Chingkankousaurus) نام یک سرده از شاخه طنابداران است.